# Monument national (Colombie)
Pour les autres articles nationaux ou selon les autres juridictions, voir Monument historique.
Les monuments nationaux colombiens, ou biens d'intérêt culturel du domaine national, sont des biens qui peuvent être aussi bien meubles que immeubles. Ils représentent l'ensemble des propriétés, des réserves naturelles, des sites archéologiques, des centres historiques, des biens matériels, à travers des valeurs d'authenticité, d'originalité, d'esthétique, artistiques et techniques qui sont représentatives pour la Colombie, constituant des éléments de son histoire et de leur culture. En novembre 2023, ils sont au nombre de 1 123, sachant que quatre départements (Arauca, Putumayo, Vaupés et Vichada) n'en comptent aucun.
Les premières règles pour la conservation du patrimoine historique, artistique et public de la nation sont érigées via la loi 163 du 30 décembre 1959 qui définit les premiers monuments nationaux colombiens. La loi 1185 de 2008 définit le patrimoine culturel de la nation comme étant l'ensemble des biens matériels, des manifestations immatérielles, des produits et des représentations de la culture qui sont représentatifs de l'expression de la nationalité colombienne,. La régulation, la réglementation, la gestion, la sauvegarde, la protection, la restauration, la conservation, la durabilité et la diffusion du patrimoine culturel matériel et immatériel de la nation relève des compétences du ministère de la Culture par l'intermédiaire du Conseil national du patrimoine culturel (CNPC).
| Département                   | Nombre de biens d'intérêt culturel du domaine national |
| ----------------------------- | ------------------------------------------------------ |
| Amazonas                      | 1                                                      |
| Antioquia                     | 122                                                    |
| Arauca                        | 0                                                      |
| Atlántico                     | 23                                                     |
| Bolívar                       | 117                                                    |
| Boyacá                        | 66                                                     |
| Caldas                        | 34                                                     |
| Caquetá                       | 1                                                      |
| Casanare                      | 2                                                      |
| Cauca                         | 52                                                     |
| Cesar                         | 22                                                     |
| Chocó                         | 7                                                      |
| Córdoba                       | 2                                                      |
| Cundinamarca                  | 134                                                    |
| Guainía                       | 1                                                      |
| Guaviare                      | 1                                                      |
| Huila                         | 13                                                     |
| La Guajira                    | 9                                                      |
| Magdalena                     | 33                                                     |
| Meta                          | 1                                                      |
| Nariño                        | 13                                                     |
| Norte de Santander            | 42                                                     |
| Putumayo                      | 0                                                      |
| Quindío                       | 10                                                     |
| Risaralda                     | 22                                                     |
| San Andrés y Providencia      | 3                                                      |
| Santander                     | 61                                                     |
| Sucre                         | 1                                                      |
| Tolima                        | 38                                                     |
| Valle del Cauca               | 104                                                    |
| Vaupés                        | 0                                                      |
| Vichada                       | 0                                                      |
| Bogota D.C., Distrito Capital | 157                                                    |

Outre les biens d'intérêt culturel du domaine national rattachés aux entités administratives de niveau départemental, cinq autres sont directement reliés à la République de Colombie :
- Depuis 2001 : Les premières corrections d'épreuves de Gabriel García Márquez sur son roman Cent ans de solitude ;
- Depuis 2004 : Les œuvres artistiques de la collection personnelle d'Enrique Grau Araújo ;
- Depuis 2004 : le sombrero vueltiao ;
- Depuis 2005 : Le tiple, un instrument de musique ;
- Depuis 2006 : Certaines catégories de biens meubles, élaborés à partir de l'époque coloniale jusqu'en 1920.